# خادمة الآنسة كوباياشي تنين
خادمة الآنسة كوباياشي تنين (باليابانية: 小林さんちのメイドラゴン، بالروماجي: Kobayashi-san Chi no Meidoragon) (بالإنجليزية: Miss Kobayashi's Dragon Maid) هي سلسلة مانغا يابانية من تأليف Coolkyoushinja صدرت في 25 مايو عام 2013 في مجلة Monthly Action وتكونت من 7 مجلدات، أنتجت إلى أنمي تلفزيون بواسطة استوديو كيوتو أنيميشن عرض في 11 يناير عام 2017 حتى 6 أبريل 2017 وتكون من 13 حلقة + 1 أوفا. وحصلت المانغا أكثر من 1.2 مليون نسخة مطبوعة في فبراير 2018.

## القصة
تدور أحداث القصة عن الآنسة كوباياشي، هي فتاة تعمل موظفة في مكتب، عندما كانت تستعد في الصباح للذهاب إلى العمل، يستقبلها تنين كبير خارج باب منزلها مباشرة. فتفزع منه يتحول التنين على الفور إلى فتاة بشرية في زي خادمة، أسمها توهرو، وتريد أن تصبح خادمتها امتناناً على مساعدتها لها في الليلة السابقة، حيث كانت كوباياشي خلال رحلة في الجبال وكانت ثملة، فوجدت تنين مطعون بسيف مقدس في ظهره، أزالت كوباياشي السيف من ظهر توهرو، وكسبت امتنانها. مع عدم وجود أي مكان للإقامة توهرو، تقرر كوباياشي السماح لها بالبقاء في منزلها وتصبح خادمة شخصية لها.

## الشخصيات

### الشخصيات الرئيسية
كوباياشي (باليابانية: 小林، بالروماجي: Kobayashi)
أداء صوتي: موتسومي تامورا (اليابانية)، روعة السعدي
```
(العربية)
[
7
]
```

توهرو (باليابانية: トール، بالروماجي: Tōru)
أداء صوتي: يوكي كوواهارا (اليابانية)، سمر كوكش
```
(العربية)
[
7
]
```

كانا كاموي (باليابانية: カンナカムイ، بالروماجي: Kanna Kamui)
أداء صوتي: ماريا ناغاناوا

### التنانين
إيروما جوي (باليابانية: 上井 エルマ، بالروماجي: Jōi Eruma)
أداء صوتي: يوكي تاكادا
قوتزلكتل (لوكا) (باليابانية: ケツァルコアトル، بالروماجي: Ketsarukoatoru)
أداء صوتي: مينامي تاكاهاشي
فافونيرو (تاكيشي أوياما) (باليابانية: ファフニール، بالروماجي: Fafunīru)
أداء صوتي: دايسكي أونو
إيلولو (باليابانية: イルル، بالروماجي: Iruru)
امبراطور ديميس (باليابانية:  終焉帝، بالروماجي: Shūentei)
أداء صوتي: تاكايوكي سوغو

### البشر
ماكوتو تاكيا (باليابانية: 滝谷 真، بالروماجي: Takiya Makoto)
أداء صوتي: يويتشي ناكامورا
ريكو سايكاوا (باليابانية: 才川 リコ، بالروماجي: Saikawa Riko)
أداء صوتي: إميري كاتو
جوجي سايكاوا (باليابانية: 才川 ジョージー، بالروماجي: Saikawa Jōjī)
أداء صوتي: يوكو غوتو
شوتا ماغاتسوتشي (باليابانية: 真ヶ土 翔太، بالروماجي: Magatsuchi Shōta)
أداء صوتي: كاوري إيشيهارا

## وصلات خارجية
- خادمة الآنسة كوباياشي تنين عند Monthly Action (باليابانية)
- موقع الأنمي الرسمي (باليابانية)

خادمة الآنسة كوباياشي تنين على موقع ANN manga (الإنجليزية)

لا توجد روابط لمواقع التواصل الاجتماعي.